# ارنی هادسون
ارنی هادسون (به انگلیسی: Ernie Hudson) (زاده ۱۷ دسامبر ۱۹۴۵) بازیگر آمریکایی است.

## فیلم‌شناسی
از فیلم‌های معروف او می‌توان به فیلم های بازی مرگ، دو مدل از یک نوع، بیننده، کنگو، بی‌کلام، کله‌پوک‌ها، دختر شایسته اخلاق ۲، راه کابوی، دختر زندانی، علف، خیابان تنهایی، همه کلاه و دستی که گهواره تکان می‌دهد اشاره کرد.